# Mercedes-Benz Classe C SportCoupé
La Classe C SportCoupé è un'autovettura coupé di fascia media, prodotta dal 2000 al 2008 dalla Casa automobilistica tedesca Mercedes-Benz e corrispondente alla prima serie della vettura nota anche con la sigla di progetto CL203.

## Storia
Era già dall'avvento della prima Classe C, la serie W202, che la Casa tedesca aveva come proposito quello di derivare dalla berlina di base una coupé dalle dimensioni più compatte che avrebbe dovuto inserirsi al di sotto della CLK e che avrebbe dovuto dar battaglia alla prima serie della BMW Serie 3 Compact, un modello che peraltro stava avendo vita difficile per conto suo, vista la scarsità di consensi che stava ottenendo. Con la serie W202, però, non avvenne alcun ulteriore sviluppo, se non quelli destinati a sfociare in altri tipi di sportive, la CLK W208 e la SLK R170. Il progetto che avrebbe portato alla nuova sportiva compatta venne quindi rinviato ad alcuni anni dopo, per arrivare a compimento nell'autunno del 2000, quando fece il suo debutto in Germania.

La cifra numerica che compone la sigla di progetto, non solo tradisce chiaramente la parentela tecnica della nuova coupé con la berlina W203, ma dichiara apertamente che ci si trova di fronte alla versione coupé della Classe C, tant'è vero che la denominazione ufficiale stabilita all'epoca del debutto fu Classe C SportCoupé.

### Estetica ed interni
La parentela con la gamma W203, comunque, non era solo tecnica, ma anche stilistica. Anzi, osservando il frontale della SportCoupé, si nota che è praticamente identico a quello della berlina da cui deriva, poiché si ritrovano i fari tondi incrociati (un elemento che si ritroverà ancora in altri modelli Mercedes-Benz) e la calandra trapezoidale a listelli orizzontali. In realtà, però, anche la parte anteriore è stata oggetto di numerose rivisitazioni, anche se tutte molto fini e poco visibili. Ridisegnati, per esempio, erano il paraurti ed i fari anteriori. La modifica più evidente nel muso sta nella stella a tre punte, spostata dalla punta del cofano motore (al cui posto è rimasto un piccolo stemmino) al centro della calandra, dove è anche cresciuta di dimensioni. La vista laterale, invece, offre novità più visibili, anche se concentrate in gran parte dietro il montante centrale del corpo vettura. Innanzitutto il fatto di essere una coupé, comporta anche il fatto che le portiere siano più grandi rispetto alle portiere anteriori della berlina di base. Risulta quindi più arretrato anche il montante centrale stesso, dietro il quale spicca l'inedita coda dal design specifico, che fa apparire l'insieme quasi come una berlina a due volumi e mezzo e a tre porte. La coda appare ancor più inedita come design se si osserva direttamente la parte posteriore, dominata dai grandi fari trapezoidali e dal lunotto diviso in due parti. Stranamente, però, quest'ultimo non dispone del tergicristallo.

Gli interni offrono una discreta abitabilità, persino nella zona posteriore, e questo è stato possibile grazie al fatto che il pianale condiviso con la W203 non ha subito riduzioni nel passo, che è rimasto così tale e quale a quello della più grande e comoda Classe C. Se poi si aggiungeva il tetto panoramico in cristallo, l'ambiente acquisiva anche una notevole luminosità. In ogni caso, la SportCoupé è omologata per quattro persone. Il posto guida è ergonomico e tutti i comandi sono a portata di mano e facilmente raggiungibili. Molti di questi sono raggruppati nel volante multifunzione. In generale, la plancia riprende nel disegno quanto già visto nella W203, anche se con leggere variazioni. All'occorrenza, la SportCoupé consente anche il carico di oggetti ingombranti abbattendo lo schienale posteriore e portando la capacità di carico da 310 a 1100 litri.

### Struttura e meccanica
Il lavoro che portò alla realizzazione della CL203 non consistette semplicemente al taglio della coda di una W203. Se infatti da un lato le principali caratteristiche tecniche della W203 furono riproposte anche nella coupé compatta, è anche vero che i progettisti hanno dovuto fare i conti con la redistribuzione dei pesi sui due assi e con l'eventuale indebolimento generale della struttura della vettura. È stata quindi necessaria una revisione generale della scocca, onde evitare l'insorgere di eventuali scompensi strutturali. Sono comunque presenti anche caratteristiche tipiche della W203, come per esempio i crash-box anteriori, ossia degli elementi in acciaio che hanno la funzione di assorbire i piccoli urti.

Gli schemi delle sospensioni della CL203 derivavano direttamente dalla berlina a tre volumi, con la differenza che in questo caso sono stati scelti ammortizzatori più rigidi. Il tutto per conferire un piglio più sportivo alla CL203 rispetto alla W203.

Ovviamente l'impianto frenante è a dischi (autoventilanti davanti e pieni dietro), così come è altrettanto ovvia la presenza oramai irrinunciabile, specie su vetture di questo rango, dei dispositivi ABS, ESP, l'antislittamento ASR e l'assistenza elettronica alla frenata d'emergenza.

### Debutto della SportCoupé
La SportCoupé fece il suo debutto nell'ottobre del 2000, mentre in Italia sarebbe arrivata solo nel marzo dell'anno seguente: le motorizzazioni disponibili al lancio furono quattro:
- C180 SportCoupé: motore da 2 litri aspirato con 129 CV di potenza massima;
- C200 SportCoupé Kompressor: motore da 2 litri sovralimentato da compressore volumetrico, con 163 CV;
- C230 SportCoupé Kompressor: motore da 2.3 litri sovralimentato da compressore volumetrico, con 197 CV;
- C220 CDI SportCoupé: motore turbodiesel common rail da 2.2 litri e 143 CV.

La SportCoupé è la prima coupé del segmento premium a proporre anche una motorizzazione diesel. Le coupé che proponevano all'epoca motori diesel erano costruite fino a quel momento solo da Case generaliste (Renault, Peugeot, ecc.). Dopo questo exploit, anche altre Case si cimenteranno in tale particolari applicazioni.

In ogni caso, tutti i motori proposti erano accoppiati con un cambio manuale a 6 marce. A richiesta, però, era possibile avere il cambio Sequentronic a 6 rapporti, che poteva funzionare in due modalità: meccanico ad innesti sequenziali oppure totalmente automatico. Come ulteriore alternativa si poteva avere il classico automatico NAG a 5 rapporti.

### Evoluzione della SportCoupé

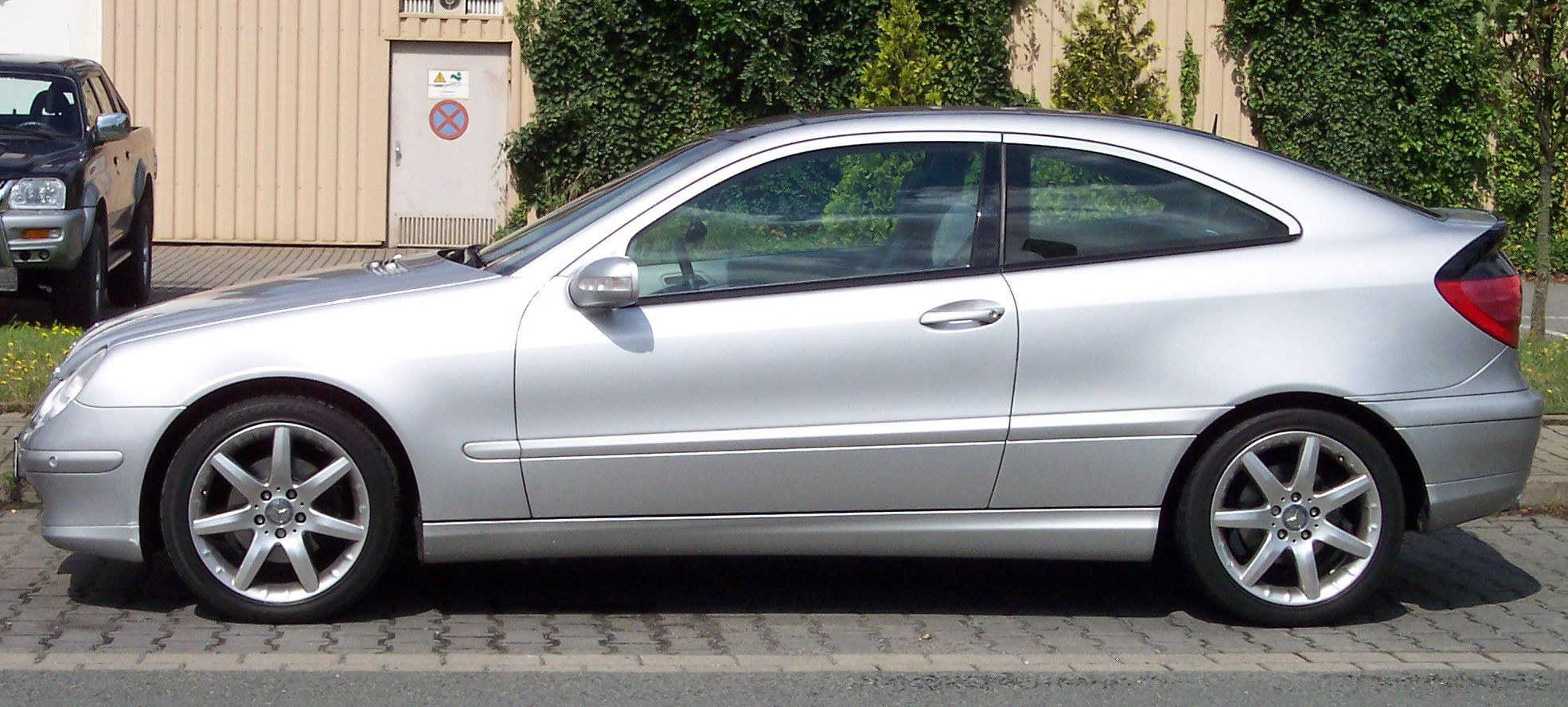
Vista laterale di una SportCoupé

La produzione venne quindi avviata in pompa magna, anche se non mancarono critiche relative al prezzo troppo alto.

Nel 2002 vi furono diverse novità: prima di tutto, alla base della gamma, la C180 venne sostituita dalla C180 Kompressor, dotata dello stesso motore della C200 Kompressor, ma depotenziato a 143 CV. Lo stesso motore venne montato anche sulla C230 Kompressor, ma la potenza venne portata a 192 CV, pensionando quindi il precedente 2.3 sovralimentato. Inoltre, debuttarono due nuovi modelli al top della gamma: la C320 V6 SportCoupé, con un motore da 3.2 litri e 218 CV, e la C30 CDI AMG SportCoupé, dotata di un 3 litri turbodiesel da 231 CV, lo stesso che equipaggiava la C30 CDI AMG berlina. Tale versione era equipaggiata con un cambio automatico NAG a 5 rapporti.

Nel 2003 la quasi totalità della gamma venne proposta in tre livelli di allestimento: Classic, Elegance ed Avantgarde. Le sole ad essere proposte nei soli allestimenti Elegance ed Avantgarde furono la C320 V6 e la C30 CDI AMG. Contemporaneamente debuttò la C200 CGI SportCoupé, praticamente una C200 Kompressor con alimentazione ad iniezione diretta: qui la potenza massima raggiungeva i 170 CV. Un'altra novità fu la C32 AMG SportCoupé, equipaggiata da un 3.2 litri a benzina con compressore volumetrico e potenza massima di ben 354 CV. Tale versione, però, non venne importata in Italia. Un altro modello non destinato inizialmente al nostro Paese fu la C200 CDI SportCoupé, mossa da una versione depotenziata del 2.2 litri turbodiesel già presente nella C220 CDI, e che in questo caso vedeva la sua potenza massima fermarsi a 122 CV.

Nel marzo del 2004 vi fu il restyling, in concomitanza con quello della gamma W203/S203: lievissime le modifiche esterne apportate, come per esempio i fari anteriori con cristalli trasparenti ed alcuni aggiornamenti al paraurti anteriore. In questa occasione, la C200 CDI SportCoupé venne proposta anche per il mercato italiano, mentre la C220 CDI vide la sua potenza lievitare a 150 CV.

Nel 2005, vi furono diverse novità: alla base della gamma venne introdotta la C160 SportCoupé, spinta da un 1.8 aspirato da 122 CV; la C230 Kompressor venne rimpiazzata dalla C230 V6 SportCoupé, mossa da un V6 da 2.5 litri e da 204 CV di potenza massima. Inoltre, la C320 V6 e la C32 AMG vennero sostituite da un modello intermedio, la C350 V6 con motore da 3.5 litri e 272 CV. Infine, scomparvero dal listino la C30 CDI AMG e la C200 CGI, senza essere più sostituite da alcun altro modello.

Nel 2006 venne tolta di produzione la C160: da quel punto in poi, la gamma non subì più particolari aggiornamenti e rimase invariata fino alla primavera del 2008, quando subentrò la nuova gamma CL203, denominata CLC e costruita in Brasile anziché in Germania. In poco più di sette anni di produzione, dalle linee di montaggio sono usciti circa 320 000 esemplari di CL203 C-Sportcoupè.

### SportCoupé: tabella riepilogativa
Di seguito vengono mostrate le principali caratteristiche tecniche delle versioni della gamma SportCoupé previste dalla Casa tedesca. I prezzi riportati si riferiscono al momento del debutto nel mercato italiano e sono espressi in Euro, sebbene la commercializzazione sia stata avviata quando ancora era possibile acquistare in lire. Inoltre, i prezzi riportati si riferiscono al livello di allestimento meno costoso tra quelli previsti per ogni modello.
| Mercedes-Benz Classe C SportCoupé (2000-08) |              |                           |                |                                        |                |                |                    |                    |              |                     |                    |                      |                    |                   |
| Modello                                     | Sigla telaio | Motore                    | Cilindrata cm³ | Alimentazione>                         | Potenza CV/rpm | Coppia Nm/rpm  | Cambio/ N°rapporti | Massa a vuoto (kg) | Velocità max | Acceler. 0–100 km/h | Consumo (l/100 km) | Emissioni CO2 (g/km) | Anni di produzione | Prezzo al debutto |
| Versioni a benzina                          |              |                           |                |                                        |                |                |                    |                    |              |                     |                    |                      |                    |                   |
| C160 Kompressor SportCoupé                  | 203.730      | M271E18ML red. (271.921)  | 1796           | I.e. + compressore volumetrico         | 122/5200       | 190/1500       | M/6                | 1.465              | 202          | 11"9                | 8.2                | 193                  | 2005-06            | 25.140            |
| C180 SportCoupè                             | 203.735      | M111E20EVO (111.951)      | 1998           | Iniez. elett.                          | 129/5300       | 190/4000       | M/6                | 1.445              | 210          | 11"                 | 9.5                | -                    | 2000-02            | 27.020            |
| C200 Kompressor SportCoupè                  | 203.735      | M111E20EVO (111.951)      | 1998           | I.e. + compressore volumetrico         | 163/5500       | 240/3000       | M/6                | 1.465              | 230          | 9"3                 | 8.6                | -                    | 2000-03            | 29.670            |
| C180 Kompressor SportCoupé                  | 203.746      | M271E180ML red. (271.946) | 1796           | I.e. + compressore volumetrico         | 143/5200       | 220/ 2500-4200 | M/6                | 1.465              | 223          | 9"7                 | 8.4                | -                    | 2002-08            | 27.930            |
| C200 Kompressor SportCoupé                  | 203.742      | M271E18ML (271.940)       | 1796           | I.e. + compressore volumetrico         | 163/5500       | 240/3000       | M/6                | 1.465              | 234          | 9"1                 | 8.6                | -                    | 2002-08            | 29.670            |
| C200 CGI*                                   | 203.743      | M271E18ML (271.942)       | 1796           | I.e. + compressore volumetrico         | 170/5300       | 250/3000       | M/6                | 1.525              | 235          | 9"                  | 7.8                | 187                  | 2003-05            | -                 |
| C230 Kompressor SportCoupé                  | 203.747      | M111E23EVOML (111.981)    | 2295           | I.e. + compressore volumetrico         | 193/5300       | 280/ 2500-4800 | M/6                | 1.500              | 240          | 8"                  | 9.8                | -                    | 2000-02            | 32.460            |
| C230 Kompressor SportCoupé                  | 203.740      | M271E18ML/1 (271.948)     | 1796           | I.e. + compressore volumetrico         | 192/5800       | 260/3500       | M/6                | 1.475              | 240          | 8"1                 | 9.6                | -                    | 2002-05            | 32.940            |
| C230 V6 SportCoupé                          | 203.752      | M272E25 (272.920)         | 2496           | Iniezione elettronica                  | 204/6100       | 245/ 2900-5500 | M/6                | 1.515              | 241          | 8"4                 | 9.3                | 223.2                | 2005-08            | 34.100            |
| C320 V6 SportCoupé                          | 203.764      | M112E32 (112.946)         | 3199           | Iniezione elettronica                  | 218/5700       | 310/ 3000-4600 | M/6                | 1.500              | 245          | 7"8                 | 9.5                | -                    | 2002-05            | 35.630            |
| C350 V6 SportCoupé                          | 203.756      | M272E35 (272.960)         | 3498           | Iniezione elettronica                  | 272/6000       | 350/ 2500-5000 | M/6                | 1.540              | 250          | 6"4                 | 9.5                | 227                  | 2005-08            | 36.830            |
| C32 V6 AMG SportCoupé*                      | -            | M112E32ML                 | 3199           | I.e + compressore volumetrico          | 354/6100       | 450/4400       | A/5                | -                  | 250          | 5"2                 | -                  | -                    | 2003-04            | -                 |
| Versioni diesel                             |              |                           |                |                                        |                |                |                    |                    |              |                     |                    |                      |                    |                   |
| C200 CDI SportCoupé                         | 203.707      | OM646DE22LA red.          | 2148           | Turbodiesel iniez. diretta common rail | 122/4200       | 270/ 1600-2800 | M/6                | 1.490              | 208          | 11"7                | 6.5                | 172                  | 2003-08            | 26.280            |
| C220 CDI SportCoupé                         | 203.706      | OM611DE22LA (611.962)     | 2148           | Turbodiesel iniez. diretta common rail | 143/4200       | 315/ 1800-2600 | M/6                | 1.505              | 220          | 10"3                | 6.3                | -                    | 2000-04            | 30.060            |
| C220 CDI SportCoupé                         | 203.708      | OM646DE22LA (646.963)     | 2148           | Turbodiesel iniez. diretta common rail | 150/4200       | 340/ 1800-2600 | M/6                | 1.515              | 224          | 10"3                | 6.3                | 174                  | 2004-08            | 29.220            |
| C30 CDI AMG SportCoupé                      | 203.718      | OM612DE30LA (612.990)     | 2950           | Turbodiesel iniez. diretta common rail | 231/3800       | 540/2000       | A/5                | 1.640              | 250          | 6"8                 | 7.6                | -                    | 2003-04            | 46.320            |
| *Non per il mercato italiano                |              |                           |                |                                        |                |                |                    |                    |              |                     |                    |                      |                    |                   |